# Winter-Asienspiele 1996/Eishockey
Die Eishockeywettbewerbe der III. Winter-Asienspiele fanden vom 5. bis 8. Februar 1996 in der Hafenstadt Harbin in der Volksrepublik China statt. Gespielt wurde in der eigens für die Spiele errichteten Baqu Arena mit einer Kapazität von 5.000 Plätzen. Neben der Gastgebernation Volksrepublik China nahmen drei weitere Länder – Japan, Südkorea und Kasachstan – am Wettbewerb teil. Kasachstan nahm nach seiner Unabhängigkeit erstmals am Wettbewerb teil. Es sicherte sich gleich die Goldmedaille und blieb ohne Turnierniederlage. Dahinter gewannen Japan und China die weiteren Medaillen.
Außerdem fand erstmals ein Eishockeyturnier für Frauen statt. Die Teilnehmer waren die Gastgebernation Volksrepublik China, Japan und Kasachstan. Im Gegensatz zu den Herren konnte die Volksrepublik China ohne Niederlage die Goldmedaille gewinnen. Auch hier ging Silber an Japan, Kasachstan errang Bronze.

## Herren

### Modus
Jede der vier Mannschaften spielte einmal gegen jede andere Mannschaft. Die Mannschaft mit den meisten Punkten gewann die Goldmedaille.
Das Turnier galt gleichzeitig als Qualifikation für das Eishockeyturnier der Olympischen Winterspiele 1998 im japanischen Nagano. Da Japan als Gastgeber der Spiele bereits automatisch für das olympische Eishockeyturnier gesetzt war, dienten die drei Begegnungen ohne japanische Beteiligung als die Gruppe D der regionalen Vor-Qualifikation. Nur der Sieger erreichte die finale Qualifikation.

### Ergebnisse
| 5. Februar 1996 | Kasachstan | 4:1 (1:0, 2:1, 1:0) | Japan | Baqu Arena, Harbin |

| 5. Februar 1996 | Volksrepublik China | 6:2 (2:2, 1:0, 3:0) | Südkorea | Baqu Arena, Harbin |

| 6. Februar 1996 | Japan | 6:1 (1:0, 3:0, 1:1) | Südkorea | Baqu Arena, Harbin |

| 6. Februar 1996 | Volksrepublik China | 0:20 (0:8, 0:8, 0:4) | Kasachstan | Baqu Arena, Harbin |

| 8. Februar 1996 | Südkorea | 1:9 (0:3, 0:3, 1:3) | Kasachstan | Baqu Arena, Harbin |

| 8. Februar 1996 | Volksrepublik China | 1:7 (0:1, 0:1, 1:5) | Japan | Baqu Arena, Harbin |

| Pl. |                     | Sp | S | U | N | Tore  | Punkte |
| --- | ------------------- | -- | - | - | - | ----- | ------ |
| 1.  | Kasachstan          | 3  | 3 | 0 | 0 | 33:02 | 6:0    |
| 2.  | Japan               | 3  | 2 | 0 | 1 | 14:06 | 4:2    |
| 3.  | Volksrepublik China | 3  | 1 | 0 | 2 | 07:29 | 2:4    |
| 4.  | Südkorea            | 3  | 0 | 0 | 3 | 04:21 | 0:6    |

## Frauen

### Modus
Jede der drei Mannschaften spielte einmal gegen jede andere Mannschaft. Die Mannschaft mit den meisten Punkten gewann die Goldmedaille.

### Ergebnisse
| 5. Februar 1996 | Volksrepublik China | 9:3 | Japan | Baqu Arena, Harbin |

| 6. Februar 1996 | Volksrepublik China | 13:0 | Kasachstan | Baqu Arena, Harbin |

| 8. Februar 1996 | Japan | 6:2 | Kasachstan | Baqu Arena, Harbin |

| Pl. |                     | Sp | S | U | N | Tore  | Punkte |
| --- | ------------------- | -- | - | - | - | ----- | ------ |
| 1.  | Volksrepublik China | 2  | 2 | 0 | 0 | 22:03 | 4:0    |
| 2.  | Japan               | 2  | 1 | 0 | 1 | 09:11 | 2:2    |
| 3.  | Kasachstan          | 2  | 0 | 0 | 2 | 02:19 | 0:4    |

## Medaillenspiegel
| Medaillenspiegel Eishockey | Medaillenspiegel Eishockey | Medaillenspiegel Eishockey | Medaillenspiegel Eishockey | Medaillenspiegel Eishockey | Medaillenspiegel Eishockey |
| Platz                      | Land                       | Gold                       | Silber                     | Bronze                     | Gesamt                     |
| -------------------------- | -------------------------- | -------------------------- | -------------------------- | -------------------------- | -------------------------- |
| 1                          | Volksrepublik China        | 1                          | −                          | 1                          | 2                          |
| 1                          | Kasachstan                 | 1                          | −                          | 1                          | 2                          |
| 3                          | Japan                      | −                          | 2                          | −                          | 2                          |